# Friedrich von Ziegler (Verwaltungsjurist)
Friedrich von Ziegler (* 10. März 1839 in München; † 8. Juni 1897 ebenda) war ein bayerischer Verwaltungsjurist.

## Werdegang
Ziegler studierte Rechte an der Universität München und trat nach dem Staatskonkurs in den bayerischen Gerichts- und Verwaltungsdienst ein. Ab 1877 war er Leiter des Kabinettssekretariats König Ludwigs II. Von 1888 bis 1894 war er Regierungspräsident der Oberpfalz und anschließend bis zu seinem Tod Regierungspräsident von Oberbayern.
Seit dem Studium war er Mitglied der Studentenverbindung Akademischer Gesangverein München im SV.

## Ehrungen
- 1894: Ehrenbürger von Regensburg